# یوگونینی
یوگونینی شهری در شهرستان کونگوسی در استان بام در بورکینافاسوی شمالی است و جمعیت آن ۱۲۷۳ نفر است.